# Trabbi goes to Hollywood
Trabbi goes to Hollywood (Originaltitel: Driving Me Crazy) ist eine Filmkomödie aus dem Jahr 1991. Regie bei dieser amerikanischen Produktion führte Jon Turteltaub. Für den Hauptdarsteller Thomas Gottschalk war dies seine erste Hauptrolle in einem Hollywood-Film. Gedreht wurde der Film in Los Angeles und den bayerischen Orten Thurnau und Kulmbach.

## Handlung
Ostdeutschland kurz nach der Wende: Der Erfinder Gunther Schmidt baut einen Trabant so um, dass er mit Zuckerrübensaft betrieben wird, nahezu abgasfrei läuft und eine Höchstgeschwindigkeit von 250 km/h erreicht. Die europäische Autoindustrie interessiert sich nicht für seine Entwicklung und so nutzt er die Anwesenheit eines US-amerikanischen Investors in seiner Heimatstadt, um in die Vereinigten Staaten zu reisen.
Dort beabsichtigt er, seinen Wagen auf einer Erfindermesse zu präsentieren und zu verkaufen. Doch sein Wagen wird ihm kurz nach seiner Ankunft gestohlen. Gunther macht Bekanntschaft mit dem Ex-Kriminellen Max und der schönen Ricky, die ihm schließlich helfen, seinen „Trabbi“ wiederzufinden. Der Auftraggeber des Autodiebes versucht den Wagen als seine Erfindung zu verkaufen. Gunther zerstört das Fahrzeug schließlich, um dann den Kaufinteressenten zu überzeugen, dass nur er über das Wissen verfügt, es nochmals zu konstruieren. Vom Erlös kehrt er nach Deutschland zurück um die Pläne des US-Investors zu vereiteln, Gunthers Heimat in einen riesigen Industriepark umzuwandeln.

## Synchronisation
Die deutsche Synchronisation des Films übernahm die Cinephon Filmproduktions GmbH in Berlin, nach einem Dialogbuch von Arne Elsholtz unter der Dialogregie von Peter Baumgartner.
| Rolle           | Schauspieler        | Deutscher Sprecher   |
| --------------- | ------------------- | -------------------- |
| Gunther Schmidt | Thomas Gottschalk   | Thomas Gottschalk    |
| Max             | Billy Dee Williams  | Thomas Danneberg     |
| Ricky Stein     | Michelle Johnson    | Maud Ackermann       |
| Mr. B           | Dom DeLuise         | Gerd Duwner          |
| Stanley         | David DeLuise       | Simon Jäger          |
| Vince           | James Tolkan        | Robert Dietl         |
| John McCready   | George Kennedy      | Joachim Cadenbach    |
| Buzz            | Richard Moll        | Jürgen Heinrich      |
| Otto            | Michael Rüth        | Michael Rüth         |
| Hotelportier    | Milton Berle        | Eberhard Wechselberg |
| Türsteher       | Branscombe Richmond | Andreas Hosang       |

## Trivia
In einer Szene wird gezeigt, wie Gunther Schmidt auf dem NES das Spiel Super Mario Bros. 3 spielt. Im Film wird angedeutet, dass Gunther die ganze Nacht durchgespielt hat. Trotzdem ist er am Ende lediglich im dritten Level von Welt 1.
Am 15. Mai 2020 wurde der Film im Rahmen der Tele-5-Reihe Die schlechtesten Filme aller Zeiten gezeigt.

## Kritik
„Regisseur Jon Turteltaub hat mit dem Kinohit ‚Das Vermächtnis der Tempelritter‘ gezeigt, dass er mehr kann als diese bekloppte Klamotte.
Fazit: Ramschiger Rübenrotz: Thommy go home!“

„Einfallsloser Komödienversuch ohne Rhythmus und Tempo. Ein peinliches Vehikel zur Vermarktung des Entertainers Thomas Gottschalk.“